# Ondine (pièce de théâtre)
Pour les articles homonymes, voir Ondine (homonymie).
Ondine est une pièce de théâtre en trois actes de Jean Giraudoux d'après Friedrich de La Motte-Fouqué, créée le 4 mai 1939 au théâtre de l'Athénée à Paris dans une mise en scène de Louis Jouvet,.
Elle a été adaptée en opéra en 1982 par Daniel-Lesur, dans une mise en scène de Jean-Claude Fall, au théâtre des Champs-Élysées.

## Argument

### Acte I
La pièce débute dans une cabane de pêcheur près d'un lac dans la forêt. Dehors, une tempête fait rage. Dans la cabane, vivent un vieux pêcheur, Auguste, son épouse Eugénie et leur fille adoptive Ondine. Le vieux couple l'a trouvée bébé au bord du lac, ils l'ont alors élevée comme leur propre fille (leur vraie fille du même âge ayant mystérieusement disparu).
Auguste est contrarié parce qu'Ondine est sortie dans la tempête et ne répond pas à ses appels. Il la menace donc : il comptera jusqu'à trois, puis fermera le verrou si elle n'est pas rentrée, et elle couchera dehors. Il n'obtient pour seule réponse que le bruit du tonnerre. Mais Auguste et Eugénie le savent bien, Ondine n'est de tout façon pas une fille comme les autres.
Un chevalier errant, dénommé Hans, arrive. Il cherche un abri et est alors accueilli par le couple. La discussion commence, Hans leur parle de sa fiancée, la princesse Bertha, fille du Roi. C'est à ce moment qu'Ondine apparaît et s'exclame : « Comme vous êtes beau ! » En dépit des railleries des autres ondines et contre l'avis d'Auguste, Hans et Ondine tombent immédiatement amoureux l'un de l'autre. Toute pensée du chevalier pour Bertha, son « ange noir », disparaît et Ondine lui jure un amour éternel. Son père, le roi de la mer, l'avertit à propos de l'homme : Hans va la tromper et l'abandonner. Mais Ondine ne le croit pas. Il lui donne alors un dernier avertissement : « Alors, le pacte tient, petite idiote ! Tu acceptes le pacte, s'il te trompe, honte du lac ! »

### Acte II
L'acte II s'ouvre dans la salle d'honneur du palais du roi. Après trois mois de lune de miel, il est temps pour Hans de présenter sa fiancée à la cour. Le chambellan, qui a besoin d'organiser un divertissement pour les cérémonies du jour, est en réunion avec le surintendant des théâtres, le moniteur des phoques et l'illusionniste (il s'agit en réalité du Roi des Ondins qui s'est déguisé).
Pour convaincre le chambellan de choisir ses services, l'illusionniste exécute quelques tours de magie, tous plus extraordinaires les uns que les autres. Il fait passer une comète, apparaître le cheval de Troie et se dresser des pyramides, avant de finir par faire jaillir Vénus d'entre les eaux.
Très vite, ils sont rejoints par le poète Bertram et plusieurs dames de la cour. L'Illusionniste propose alors de les faire patienter en permettant au temps d'accélérer, sous-entendu de faire se réaliser ce qu'ils attendent tous : la rencontre du Chevalier et de Bertha, qui ne se sont pas vus depuis trois mois. Ils se cachent alors tous derrière un pilier et regardent les événements se dérouler. Hans et Bertha se rencontrent, discutent, et s'embrassent.
Par la suite, le Chambellan essaye de préparer Ondine pour sa rencontre avec le Roi, en lui apprenant les règles de politesse qu'elle doit respecter en présence de la Cour. On lui demande notamment de ne pas mentionner la verrue sur le nez du Roi. Malgré cela, Ondine fait remarquer au Chambellan que sa main est humide, et l'interrompt pour parler à Bertram, pour lequel elle montre un véritable intérêt.
À la réception du Roi, Ondine ne peut détacher ses yeux de Bertha. La situation s'envenime et elle l'accuse d'essayer de lui voler Hans. Le Roi tente de lui faire entendre raison mais Ondine ne veut rien entendre. Le Chevalier, honteux, cherche lui aussi à la raisonner, mais en vain.
C'est alors que la reine Yseult demande qu'on la laisse seule avec Ondine. Tout le monde quitte la salle. La reine lui demande qui elle est et pourquoi elle agit de la sorte. Ondine lui répond que si jamais Hans la trompe, il mourra. Remarquant qu'en voulant éloigner Bertha de Hans, elle ne faisait que les rapprocher (le Chevalier prenant la défense de Bertha), elle espère qu'en faisant tout l'inverse, en complimentant la comtesse, en l'invitant chez eux, en lui laissant passer du temps avec le Chevalier, le résultat sera également inverse : Bertha et Hans s'éloigneront, et ce dernier ne la trompera pas. Yseult la remercie pour cette leçon d'amour.
De retour dans la salle du palais, Ondine demande pardon à Bertha. Cependant, tout ne se passe pas comme convenu. Bertha se sent offusquée et Ondine entend dans ses pensées qu'elle l'insulte. Furieuse, elle décide de dévoiler la vérité sur ses origines. Bertha étant la fille adoptive du Roi, Ondine révèle la vérité sur ses vrais parents : un couple de pêcheurs. Elle demande alors de l'aide à l’Illusionniste qui fait apparaître une scène et un spectacle retraçant l'histoire de Bertha.
Elle se révèle être la fille disparue d'Auguste et Eugénie, qui entrent au même moment dans la salle. Lorsque Bertha refuse de reconnaître ses vrais parents, le Roi menace de la bannir de la ville et de l'envoyer au couvent si elle ne présente pas ses excuses. La comtesse refusant, Ondine lui propose alors de venir vivre avec eux, dans le château de Hans. Bertha accepte. Avant que le rideau ne se referme, Ondine met en garde Hans sur l'eau qui le guette. Hans n'y prête pas attention.

### Acte III

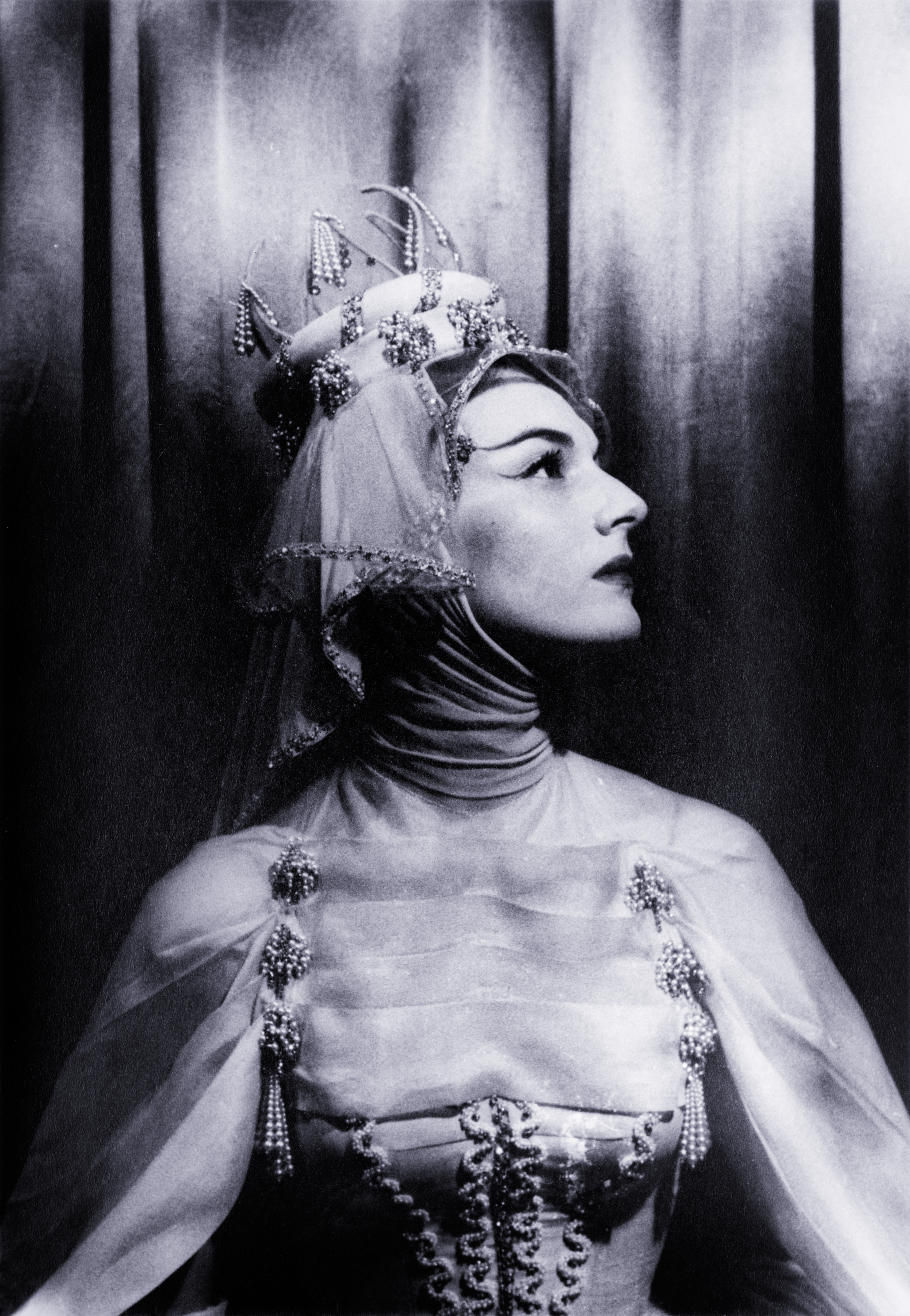
Marian Seldes dans le rôle de Bertha à Broadway en 1954.

L'acte III se déroule dans la cour du château, le matin du mariage du Chevalier et de Bertha. Six mois ont passé depuis le jour où Ondine a disparu. Hans est troublé. « Comme elle m'a menti! » se plaint-il à Bertha. Celle-ci lui signale qu'Ondine n'était pas une femme mais une ondine, une créature d'un autre monde. Mais Hans cherche à comprendre pourquoi elle annonce au monde entier qu'elle l'a trompé avec Bertram. En plus d'être préoccupé par Ondine, Hans est inquiet parce que les serviteurs commencent à parler en vers, tel des poètes. Chez les Wittenstein, cela annonce le malheur.
Deux pêcheurs arrivent, ils ont capturé Ondine. Deux juges de l'Inquisition sont convoqués et immédiatement un procès est organisé. Ondine est mise en drapé dans le filet dans lequel elle a été prise. Elle ne nie pas être une ondine et proclame à tous ceux qui vont écouter qu'elle a trompé Hans avec Bertram. Le juge demande donc à Hans d'indiquer clairement la nature exacte de sa plainte. Mais Hans se plaint de l'amour, il souhaite faire un procès à l'amour, l'amour irrationnel et déraisonnable.
Alors que le procès progresse, il devient clair qu'Hans est toujours amoureux d'Ondine. Ondine, dans une vaine tentative d'éviter la mise à mort de Hans par le Roi des Ondins pour l'avoir trompée, continue d'insister qu'elle a trompé Hans la première, avec Bertram. Celui-ci est alors convoqué et confirme l'adultère. Cependant, leurs histoires ne concordent pas et personne ne les croit. Les Juges condamnent Ondine à mort.
Le roi des Ondins est choisi pour la garder en attendant son exécution. Il lui annonce qu'Hans va mourir, qu'il devient fou, que la mort l'appelle. Il lui dit également que lorsqu'il mourra, ses sœurs appelleront Ondine trois fois. Au troisième appel, elle perdra la mémoire, et tous ses souvenirs avec Hans seront effacés à jamais.
Un ultime entretien lui est alors accordé avec Hans. Dans un dernier moment de tendresse, Hans déplore leur séparation passée et celle à venir. Celle-ci sera un véritable adieu : Ondine ayant perdu la mémoire, ils ne pourront se retrouver dans l'au-delà. Ils se sépareront donc pour l'éternité.
Ondine tente de le rassurer, depuis tout ce temps où elle a disparu, elle n'a cessé de faire des allers-retours entre le château d'Hans et le monde des Ondins, en répétant des gestes du quotidien inlassablement, pour que son corps les reproduise machinalement même une fois sa mémoire effacée. Lors d'un dernier baiser, le troisième « Ondine » retentit. Hans meurt. Ondine regarde alors autour d'elle, perplexe. Elle demande qui est ce beau jeune homme allongé et, apprenant qu'il est mort, s'exclame : « Qu'il me plaît! On ne peut pas lui rendre la vie ? » Le roi des Ondins répond « Impossible ! » Ondine clôt alors la pièce en disant : « Comme c'est dommage! Comme je l'aurais aimé! »

## Distribution de la création
- Madeleine Ozeray : Ondine (conte)
- Louis Jouvet : le chevalier Hans
- Auguste Boverio : le roi des Ondins
- Robert Bogar : le Roi
- Jeanne Reinhard : la reine Yseult
- Jeanne Hardeyn : Bertha
- Romain Bouquet : Auguste
- Raymone : Eugénie
- Simone Bourday : Grete
- Guitty Flexer : Vénus / Violante / la Fille de vaisselle
- Jean Gournac : le Surintendant / le pêcheur Ulrich
- Marcel Lupovici : Bertram
- Félix Oudart : le Chambellan
- Jean Parédès : le Poète / le Bourreau
- Alexandre Rignault : le premier juge
- Maurice Castel : le second juge / Matho
- Henri Saint-Isles : le Gardeur de porcs / le Montreur de phoques
- Odette Talazac : Salambô
- Jacques Thiéry, Julien Barrot, Michel Vadet, Emile Villard, Marc Anthony : les chevaliers
- Marthe Herlin, Wanda Malachowska, Micheline Buire, Jacqueline Ricard, Joëlle Ewan, Gilberte Prévost, Janine Viénot, Hélène Constant, Véra Pharès, Nicole Munié-Berny : ondines / dames de la cour / servantes

- Mise en scène : Louis Jouvet
- Décors : Pavel Tchelitchev
- Costumes : Ira Belline
- Musique originale : Henri Sauguet

## Principales reprises
- 1954 : création de la version anglaise (traduction de Maurice Valency) avec Audrey Hepburn (Ondine) et Mel Ferrer (Hans), mise en scène Alfred Lunt, 46th Street Theatre, Broadway[3]
- 1961 : création à Londres avec Leslie Caron (Ondine) et Richard Johnson (Hans), mise en scène Peter Hall, Royal Shakespeare Company, Aldwych Theatre
- 1974 : avec Isabelle Adjani (Ondine), Jean-Luc Boutté (Hans) et François Chaumette (le roi des Ondins), mise en scène Raymond Rouleau, Comédie-Française (salle Richelieu)
- 1996 : avec Anne de Boissy (Ondine) et Christian Cloarec (Hans), mise en scène Jean-Paul Lucet, Grand théâtre romain de Fourvière
- 2004 : avec Laetitia Casta (Ondine) et Xavier Gallais (Hans), mise en scène Jacques Weber, théâtre Antoine
- 2012 : mise en scène Diane de Segonzac ( ref https://lesarchivesduspectacle.net/s/59968-Ondine )